# Ensiferum
Gli Ensiferum sono una band folk metal formatasi in Finlandia nel 1995. Il fondatore è stato Markus Toivonen, che scelse il nome leggendo a caso un dizionario latino. Lo stile musicale del gruppo finnico è un folk metal molto epico e melodico e le tematiche riguardano il paganesimo e il nazionalismo finlandese.

## Storia degli Ensiferum

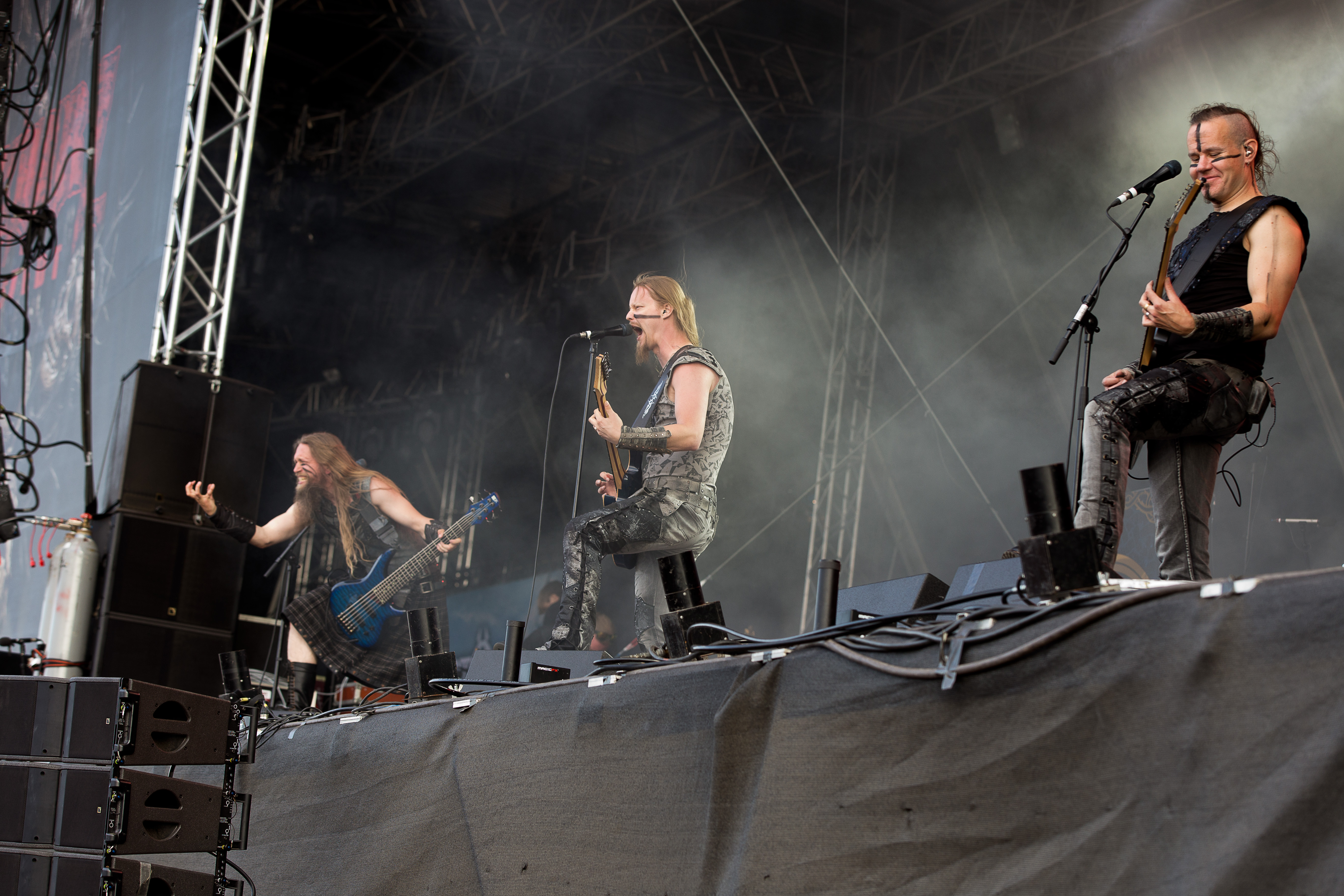
Sami Hinkka, Petri Lindroos e Markus Toivonen al Rockharz Open Air 2016

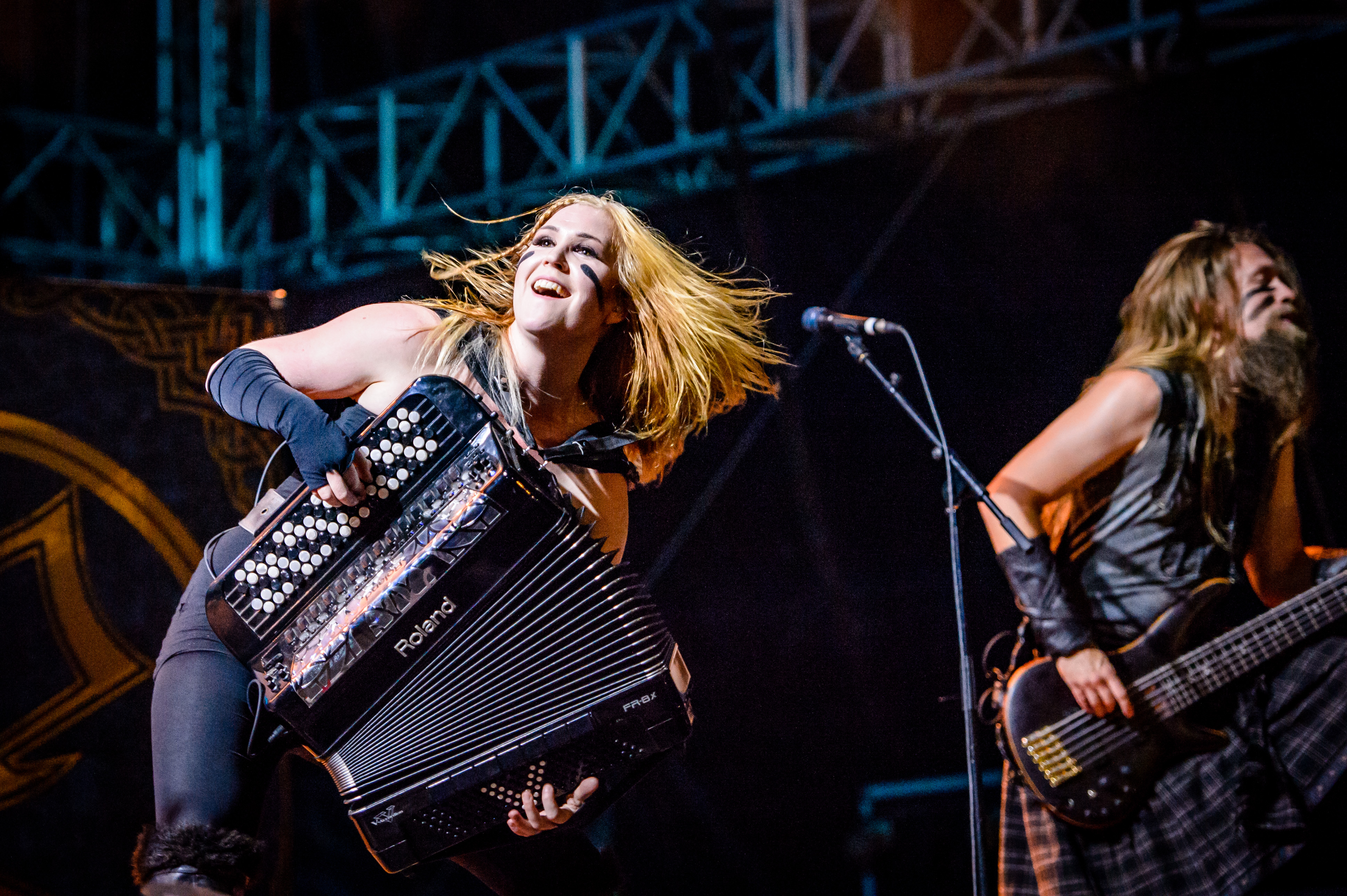
Netta Skog e Sami Hinkka al Summer Breeze Open Air 2017

Il nome "Ensiferum" è un vocabolo latino che significa letteralmente portatore di spada e rispecchia i temi epico-medievaleggianti trattati nelle canzoni di questa band.
La band ha cinque album prodotti sotto etichetta Spinefarm Records, ovvero Ensiferum, Iron, Victory Songs, From Afar e Unsung Heroes. Si contano inoltre numerosi tour in Finlandia e in Europa, inizialmente come spalla dei Finntroll. Gli Ensiferum si sono esibiti anche oltreoceano. Nel 2007 infatti, suonarono all'Eastern Canada Tour, nel 2008 al Paganfest USA Tour, nel 2009 al Summer Slaughter Tour 2009 tenutosi negli States, e a capodanno 2009, allo Screamfest in Australia, affiancando band come i Sonata Arctica.
Nel 2004 il cantante-chitarrista Jari Mäenpää decise di abbandonare il gruppo per dedicarsi al suo progetto personale, i Wintersun, per problemi di tempo, perché allora il tour europeo degli Ensiferum coincideva con le date di registrazione dell'album omonimo dei Wintersun. In seguito a questa defezione, gli Ensiferum ebbero bisogno di un nuovo frontman. Senza tante attese arrivò Petri Lindroos, cantante e chitarrista del gruppo melodic death metal dei Norther. Oltre che ad un cambio di formazione, l'arrivo di Petri portò anche un cambiamento nella suddivisione dei ruoli. Infatti, Sami Hinkka e Markus Toivonen (rispettivamente bassista e chitarrista), passarono anche al canto in pulito, relegando Petri al solo scream, mentre precedentemente Jari Mäenpää si occupava di tutte le voci. Petri abbandonerà poi nel 2009 i Norther per concentrarsi totalmente sugli Ensiferum.
Il 10 settembre 2007 la tastierista del gruppo, Meiju Enho, ha deciso di abbandonare definitivamente il gruppo, ed è stata sostituita (già dall'inizio del 2007) da Emmi Silvennoinen, tastierista del gruppo Exsecratus, che, dopo un periodo come outsider del gruppo, diventerà membro vero e proprio del gruppo nel 2009, dopo l'uscita di From Afar.
Il 27 agosto 2012 è stato pubblicato dalla Spinefarm Records il loro quinto album, intitolato Unsung Heroes. In occasione delle registrazioni di quest'album, la band ha tenuto settimanalmente un videodiario su YouTube in 7 episodi. È stato inoltre pubblicato in anteprima il video di In My Sword I Trust, girato agli inizi di luglio in Polonia con il direttore Rafal Szermanowicz.
Il 9 luglio 2014 hanno annunciato (tramite le notizie pubblicate sul loro sito) che avrebbero presto registrato un sesto album, uscito poi il 20 febbraio 2015, intitolato One Man Army.

## Formazione

### Formazione attuale
- Petri Lindroos – voce, chitarra (2004)
- Markus Toivonen – chitarra, cori (1995)
- Sami Hinkka – basso, cori (2004)
- Janne Parviainen – batteria (2005)
- Pekka Montin - voce, tastiera (2020)

### Ex componenti
- Jari Mäenpää – voce, chitarra (1996-2004)
- Sauli Savolainen – basso (1995-1998)
- Jukka-Pekka Miettinen – basso (1998-2004)
- Kimmo Miettinen – batteria (1995-1998)
- Oliver Fokin – batteria, djembe (1998-2005)
- Meiju Enho – tastiera (2001-2007)
- Emmi Silvennoinen – tastiera (2007-2016)
- Netta Skog - fisarmonica (2016-2017)

## Discografia
- 2001 – Ensiferum
- 2004 – Iron
- 2007 – Victory Songs
- 2009 – From Afar
- 2012 – Unsung Heroes
- 2015 – One Man Army
- 2017 – Two Paths
- 2020 – Thalassic
- 2024 – Winter Storm

## Diffusione
- Il 19 marzo 2007 una stella dell'Orsa maggiore è stata chiamata Ensiferum dal Russian International Star Catalogue Space Earth sotto espressa richiesta dell'Ensiferum fan club russo.[5]